# Садиев, Бабек Рафик оглы
Бабек Рафик оглы Садиев (азерб. Sədiyev Babək Rafiq oğlu) (9 января 1989, Тбилиси, Грузинская ССР) — азербайджанский боец смешанных боевых искусств, бронзовый призёр чемпионата мира по панкратиону, победитель и призёр многих турниров смешанных боевых искусств. Член национальной сборной Азербайджана по панкратиону.

## Биография
Бабек Садиев родился 9 января 1989 года в Тбилиси, Грузинская ССР. Затем вместе с семьей переехал в Баку. Боями без правил начал заниматься в возрасте 17 лет в спортивной школе «AHİTA». Тренером является Азад Аскеров.

## Достижения
- 2008 год — бронзовый призёр V чемпионата мира по панкратиону, в весовой категории до 57 кг, проходившем в столице Ирана — Тегеране 18-23 октября.[2]
- 2008 год — серебряный призёр международного турнира на Кубок Президента Саакашвили по боям без правил, в весовой категории до 64 кг, проходившем в городе Тбилиси (Грузия).
- 2008 год — 4 место на Чемпионате Европы по панкратиону, в весовой категории до 67 кг, проходившем в болгарском городе Варна.
- 2009 год — чемпион Азербайджана среди взрослых по панкратиону, в весовой категории до 64 кг, проходившем в городе Баку.